# Kaj Arnö

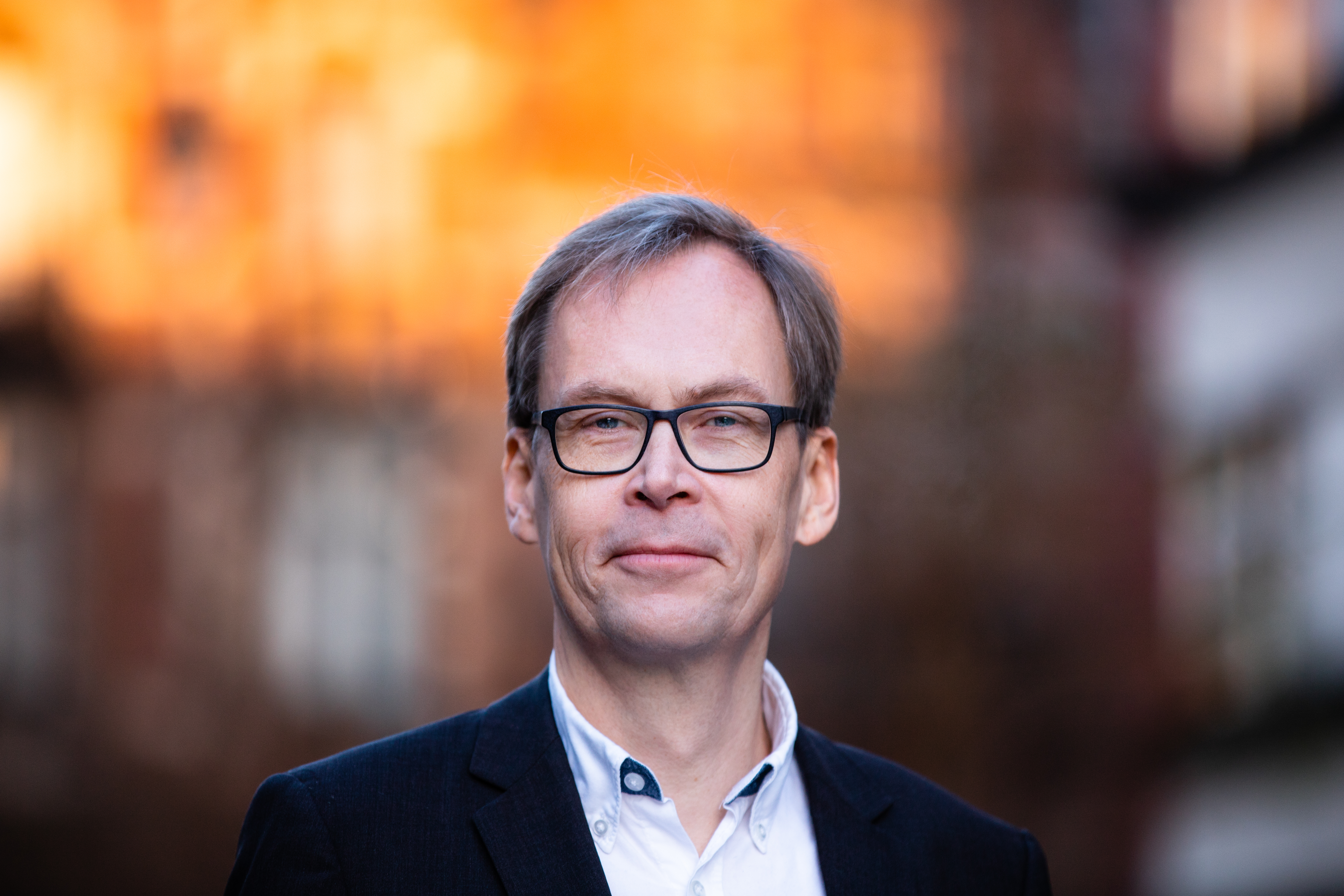
Kaj Arnö, 2019

Kaj Sigurd Ademar Arnö (* 29. Juni 1963 in Helsinki, Finnland) ist ein finnlandschwedischer Informatiker, Veteran der Open-Source-Datenbanken sowie ehemaliger Vice President der MySQL Community bei MySQL AB, Sun Microsystems und Oracle Corporation. Arnö war ab 2005 Hauptsprecher der MySQL Community sowie regelmäßiger Sprecher zahlreicher MySQL Events. Er studierte Physik an der Helsinki University of Technology.

## Leben
2001 stieß Arnö zur MySQL AB, wo Monty Widenius, den er seit seinen Jugendjahren kennt, das Open-Source-Datenbanksystem MySQL entwickelte. MySQL AB wurde zunächst von Sun Microsystems gekauft. Im Juni 2010 kaufte Oracle Corporation wiederum Sun. Im Oktober 2010 verließ Arnö das Unternehmen und schloss sich SkySQL an, das den MySQL-Fork MariaDB entwickelte.
Arnö arbeitete für die MariaDB Corporation Ab 2011–2019 und für die MariaDB Foundation als CEO seit 2019. Er lebt in München und besitzt neben der finnischen auch die deutsche Staatsbürgerschaft.
Arnö schreibt Kolumnen für das finnlandschwedische Wirtschaftsmagazin Forum.

## Weblink
- Die Geschichte von MySQL und MariaDB - Keynote von Kaj Arnö / MariaDB AB (deutsch)